# 黑澤爾頓鎮區 (愛荷華州布坎南縣)
黑澤爾頓鎮區（英語：Hazleton Township）是位於美國愛荷華州布坎南縣的一個行政鎮區。

## 地方資料
根據2010年美國人口普查的數據，黑澤爾頓鎮區的面積為94.16平方千米，當中陸地面積為93.91平方千米，而水域面積為0.25平方千米。當地共有人口1377人，而人口密度為每平方千米14.62人。